# Io (Rameau)
Io è un'opera lirica incompleta di Jean-Philippe Rameau nella forma di un solo atto atto del balletto. La data della sua composizione è sconosciuta e probabilmente essa non fu mai rappresentata durante la vita di Rameau. Il nome del suo librettista è parimenti sconosciuto, ma probabilmente era Louis de Cahusac.

## Fonti
- Girdlestone, Cuthbert, Jean-Philippe Rameau: His Life and Work, New York: Dover, 1969  (paperback edition)
- Holden, Amanda, ed., The Viking Opera Guide,  New York:Viking, 1993
- Sadler, Graham, ed., The New Grove French Baroque Masters  Grove/Macmillan, 1988